# Springzeil

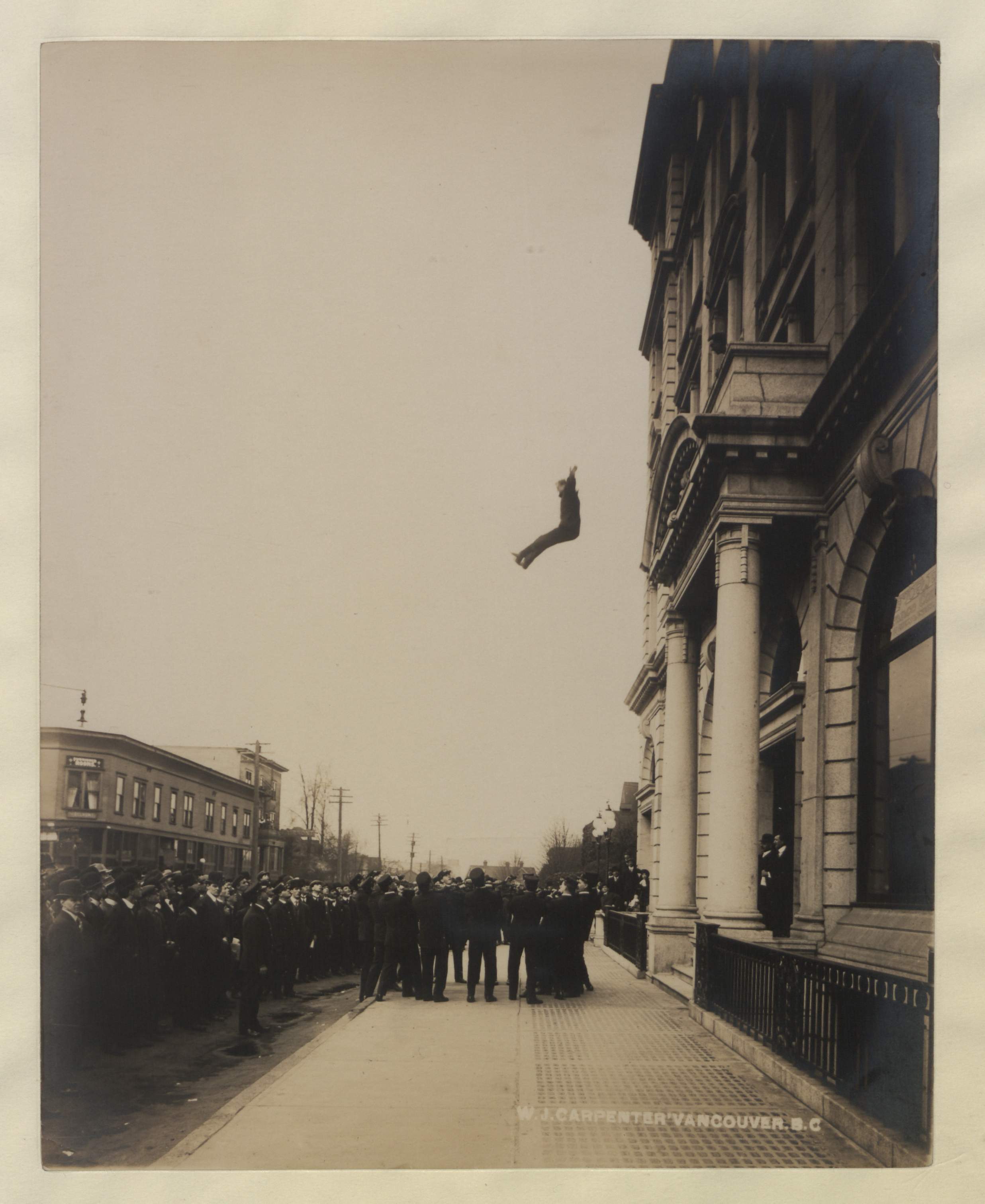
Canadese brandweerman springt in een springzeil (1910)

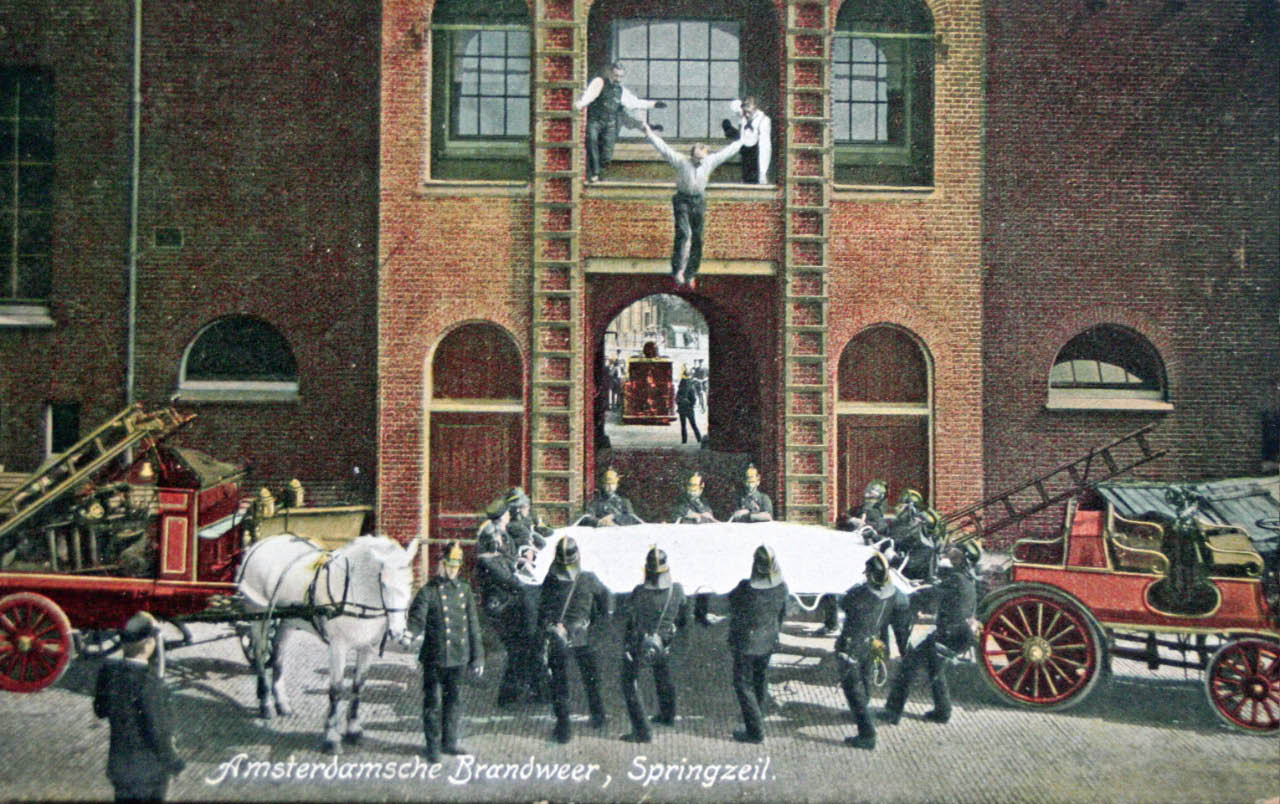
Springzeil van de Amsterdamse brandweer

Een springzeil, ook bekend als een vangzeil, is een reddingsmiddel dat voorheen gebruikt werd door de brandweer om mensen te redden uit (hoge) brandende gebouwen. Het werd in 1887 uitgevonden als het Browder Life Safety Net door de Amerikaan Thomas F. Browder (1847, Ohio). 
Het polyester (voorheen canvas) springzeil werd met wisselend succes gebruikt door brandweereenheden totdat het uit de tijd raakte door de opkomst van hydraulische ladderwagens in de jaren tachtig.